# Wei Boyang

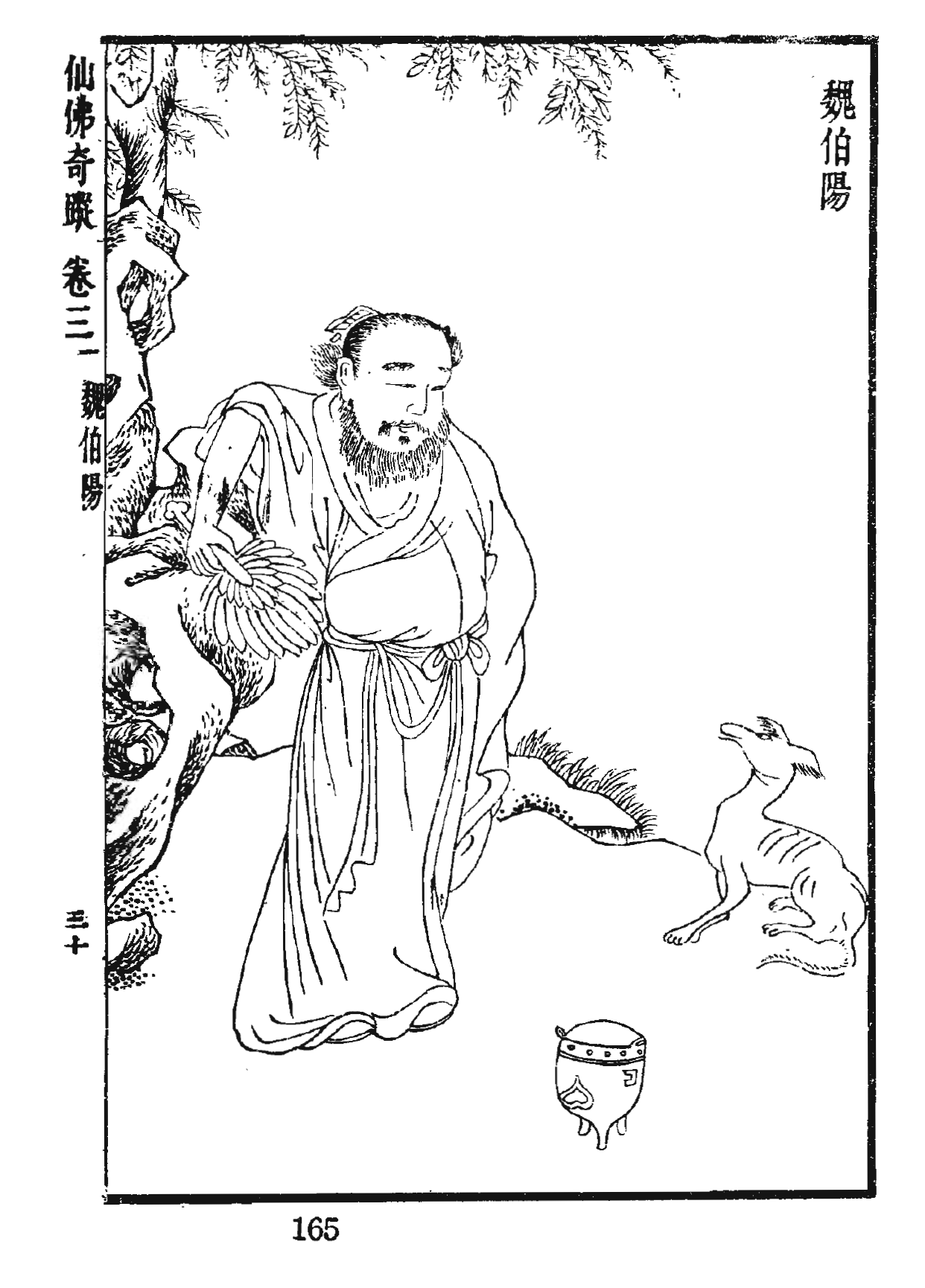
Wei Boyang

Wei Boyang (chinesisch 魏伯陽 / 魏伯阳, Pinyin Wèi Bóyáng) war ein legendärer daoistischer Unsterblicher in China, der im 2. Jahrhundert gelebt haben soll.
Gemäß der Überlieferung soll Wei Boyang im Jahr 121 an den Kaiserhof gerufen worden sein, jedoch ein Amt abgelehnt haben. Er soll sich in der Tradition des Daoismus in die Berge zurückgezogen haben, um nach dem Elixier der Unsterblichkeit zu suchen.
Wei Boyang gilt als Verfasser des Cantongqi (參同契 / 参同契,  Cāntóngqì – „etwa Verwandtschaft der Drei oder Dreifache Übereinstimmung“), einem Klassiker der inneren Alchemie, der sich nicht sicher datieren lässt, auf den aber viele Texte der inneren Alchemie Bezug nehmen. Das Cantongqi gilt als frühestes schriftliches Zeugnis der chinesischen Alchemie.
Das hochgradig symbolische Werk, das eine Fülle von Bildern und Metaphern verwendet, wurde in der Geschichte der inneren Alchemie verstanden als Weg zur Entwicklung der inneren Stärke, welche als  mystisches Elixier im Körper des Adepten wirkte. Es enthält Anleitungen zur daoistischen Meditation, durch die der Adept das Wirken von Yin und Yang verstehen und sich zunutze machen soll. Dieser Prozess wird im Cantongqi durch die Trigramme und Hexagramme des Yijing verdeutlicht. Das reine Yang-Elixier, durch das sich das Leben wiederherstellen soll, soll durch das Beobachten der mikrokosmischen und makrokosmischen Zyklen erschaffen werden, um das Eine, das Dao zu erlangen. Neben den Spekulationen des Yijing spielen im Cantongqi auch die Numerologie, der chinesische Kalender und naturwissenschaftliche Erkenntnisse der damaligen Zeit eine Rolle.
Der Text stellt jedoch nicht nur eine Anleitung zur Meditation dar, sondern beschreibt auch die Haltung des Nichthandelns, des Wu Wei, ohne die gemäß der daoistischen Lehre das Ziel nicht zu erreichen ist und teilweise handelt der Text auch von den Grundlagen der chinesischen Medizin.